# FES☆TIVE 青葉ひなり「ひなりんのよるらじ!!」
『FES☆TIVE 青葉ひなり「ひなりんのよるらじ!!」』（フェスティブ あおばひなり ひなりんのよるらじ）は2018年10月6日から2022年3月28日までエフエム富士（FM FUJI）で放送された番組である。2020年7月以降は放送枠の移動に伴い、『GIRLS・GIRLS・GIRLS =flying high= ひなりんのよるらじ』に番組名が変更となった。

## 番組概要
アイドルグループ・FES☆TIVEの初期メンバーだった青葉ひなりが独特の感性を活かし、企画にトークに奮闘するラジオ番組。
番組の構成作家を務める石橋哲也は妖精さんとして青葉のトークの聞き役を担当している。
2020年8月31日、放送100回を迎えた。
2018年10月当初は「ゆらゆらゆらり恋心」の宣伝用に1クール限定で放送される予定だったが、継続が決定して4年半にわたり放送された。

## 放送時間
- エフエム富士 毎週土曜23:00 - 23:30（JST。2018年10月6日 - 2018年12月29日）[4]
- エフエム富士 毎週土曜 22:30 - 23:00（JST。2019年1月5日 - 2020年6月27日）[7]
- エフエム富士 毎週月曜 23:30 - 翌0:00（JST。2020年7月6日 - 2022年3月28日）[3]

## コーナー
半年ごとにフツオタひなりん以外のコーナーが変更される。

### 現在のコーナー
フツオタひなりん
リスナーからのふつおた紹介。
お招きひなりん
いわゆるゲストコーナー。
ひなりんのお悩み相談室
リスナーの悩みを青葉が解決するコーナー。
恋バナひなりん
リスナーの恋の話（現在進行形でも過去のでも可。）を募集し、紹介するコーナー。
天使と悪魔ひなりん
リスナーが天使と悪魔が言い争いをするシーンのような状態になったエピソードを募集し、青葉が吟味するコーナー。
あなたもキッショ
リスナー自身が思うちょっと気持ち悪いかも?と思うエピソードを募集し、青葉がキッショ度を判定するコーナー。
曲紹介ひなりん
イントロにのせて青葉が曲紹介するコーナー。

### 過去のコーナー
ひなりんの名曲製作所
誰もが聞いたことのあるメロディーに勝手に歌詞をつけ、名曲にするコーナー。
アリ?ナシ?ひなりん
日常の中で感じるこれってアリ?と思うことを募集し、青葉がジャッジするコーナー。
ムチャぶりひなりん
リスナーからのムチャぶり（モノマネやセリフなど）に青葉が応えるコーナー。
ひなりんコレ聴いて!
リスナーが青葉に聴いてほしい曲をエピソードや想いを添えて送ってもらうコーナー。2019年10月からはタイトルが「ひなりんコレ聴いて! 2ndシーズン」に変更された。
溺愛ひなりん
リスナーが愛してやまないものを募集するコーナー。
ダメ出しひなりん
リスナーが人や物などに対してダメ出ししたいことを募集するコーナー。
カミングアウトひなりん
青葉にカミングアウトしたいことを募集するコーナー。
ヒストリーひなりん
リスナーが尊敬している人物をなぜ好きになったのか、その理由やエピソードを募集するコーナー。
引っ越しひなりん
一人暮らしのコツや引っ越しの際のアドバイスを募集するコーナー。
おデートひなりん
「もしも青葉を1日デートに連れて行くなら?」をテーマにリスナーからどこでどうするか妄想を募集するコーナー。
ひなりんコレ聴いて! SEASON3
リスナーが青葉に聴いてほしい曲をエピソードや想いを添えて送ってもらうコーナー。
NGひなりん
リスナーが「これだけは無理!｣と思っている事を募集するコーナー。
新コーナーひなりん
リスナーから新コーナー案を募集するコーナー。
オタつらひなりん
リスナーからオタクって辛いなと思う事を募集するコーナー。
青葉ひなり（娘）報告会
新コーナーひなりんから生まれたコーナー。もしも、青葉の娘がアイドルとして活躍していたらこうなるという予想を募集するコーナー。

## ゲスト
2018年
- 第7回（11月17日） - 南茉莉花（FES☆TIVE）（電話出演のみ）
- 第8回（11月24日） - おばたのお兄さん
- 第13回（12月29日） - 南茉莉花、土光瑠璃子（FES☆TIVE）[10]

2019年
- 第49回（9月7日）、第50回（9月14日） - 部長（デスラビッツ）、平野七夕（いちぜん!）

2020年
- 第77回（3月21日）、第78回（3月28日） - 咲真ゆか、是枝優美（MyDearDarlin'）[11]

2021年
- 第120回（1月18日） - 髙木ゆりあ（FES☆TIVE）[12]
- 第138回（5月24日） - 髙木ゆりあ（FES☆TIVE）[13]

## イベント
レギュラー放送終了から2年9ヵ月を経た2024年12月23日、原宿GE Theaterにて『ひなりんのよるらじ!!〜公開収録みたいなトークショー〜』が開催された。青葉はこの年の10月18日にFES☆TIVEを卒業しており、これが卒業後初のソロイベントとなった。レギュラー放送にも出演経験があった髙木由莉愛と、MyDearDarlin’の咲真ゆかをゲストに迎え、青葉や石橋哲也とトークを繰り広げた。